# Атом
А́том (від дав.-гр. ἄτομος — «неподільний», найменша частинка або буквально «тіло, яке не можна розсікти навпіл») — з хімічної точки зору, найменша електронейтральна, хімічно неподільна частинка речовини.
Фізична модель атома, загалом, докладніше розкриває подробиці його будови. Відповідно до неї, атом складається зі щільного ядра з позитивно заряджених протонів та електрично нейтральних нейтронів. Ядро оточене набагато більшою за розміром оболонкою з негативно заряджених електронів. Кількість протонів дорівнює кількості електронів, і тому атом є електрично нейтральним. В іншому випадку (при втраті чи набутті одного або кількох електронів) атом перетворюється на іон, що має певний позитивний чи негативний електричний заряд (у разі нестачі електронів такий іон називається катіоном, а у разі надлишку — аніоном).
Склад ядра атома визначає його тип і належність до певного ізотопу: заряд ядра Z залежить від кількості протонів, а масове число A — від загальної кількості нейтронів і протонів. Таким чином, атом — динамічна та складна система субатомних частинок, урівноважених електростатичною взаємодією та ядерними силами.

## Загальна характеристика будови атома

Атомна модель Бора

Сучасні уявлення про будову атома загалом базуються на уявленнях квантової механіки. У спрощеному викладі будову атома можна викласти у рамках так званої планетарної моделі, запропонованої Ернестом Резерфордом у 1911 році як результат його експериментів з розсіяння альфа-частинок атомами золота, та моделі Бора.
Згідно з моделлю Резерфорда атом складається з масивного важкого ядра і електронів, що обертаються навколо ядра. Така модель нагадує своєю будовою Сонячну систему, що й слугувало при виборі назви моделі. Однак сьогодні модель атома Резерфорда має лише історичну цінність. Проблема цієї моделі полягає у її нестабільності. Відповідно до теорії Максвела, заряджена частинка, що рухається з прискоренням повинна випромінювати. Відповідно, електрон обертаючись навколо ядра, рухається із доцентровим прискоренням, а отже має випромінювати і, гублячи кінетичну енергію, падати на ядро. Такий атом повинен існувати протягом неймовірно малих проміжків часу (близько 10 мільярдних долі секунди).

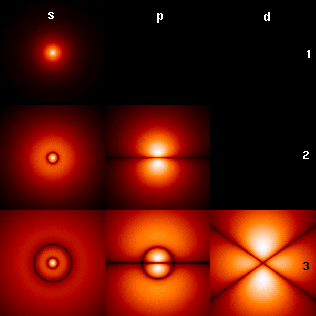
Хвильові функції орбіталей електронів в атомі.

Планетарну модель змінила модель Бора, ставши етапом у розвитку квантової механіки. За цією моделлю:
- Атоми складаються з елементарних частинок (протонів, електронів та нейтронів). Маса атома в основному зосереджена в ядрі, тому більша частина об'єму відносно порожня. Ядро оточене електронами. Кількість електронів дорівнює кількості протонів у ядрі, кількість протонів визначає порядковий номер елемента в періодичній системі. У нейтральному атомі сумарний негативний заряд електронів дорівнює позитивному зарядові протонів. Атоми одного елемента з різною кількістю нейтронів називаються ізотопами.
- У центрі атома знаходиться крихітне, позитивно заряджене ядро, що складається з протонів та нейтронів.
  - Ядро атома приблизно в 100 000 разів менше, ніж сам атом. Таким чином, якщо збільшити атом до розмірів аеропорту Бориспіль, розмір ядра буде меншим від розміру кульки для настільного тенісу.
- Ядро оточене електронною хмаркою, яка посідає більшу частину його об'єму. В електронній хмарі можна виділити оболонки, для кожних з яких існує кілька можливих орбіталей. Заповнені орбіталі складають електронну конфігурацію, властиву для кожного хімічного елемента.
  - Кожна орбіталь може містити до двох електронів, що характеризуються трьома квантовими числами: головним, орбітальним і магнітним.
  - Кожен електрон на орбіталі має унікальне значення четвертого квантового числа: спіну.
  - Орбіталі визначаються специфічним розподілом ймовірності того, де саме можна знайти електрон. Приклади орбіталей та їхні позначення наведені на малюнку праворуч. «Межею» орбіталі вважається відстань, на якій імовірність того що електрон може перебувати поза нею, є меншою 90 %.
  - Кожна оболонка може містити не більше від суворо визначеного числа електронів. Наприклад, найближча до ядра оболонка може мати найбільше два електрони, наступна — 8, третя від ядра — 18.
- Коли електрони приєднуються до атома, вони посідають орбіталь із найнижчою енергією. Лише електрони зовнішньої оболонки можуть брати участь в утворенні міжатомних зв'язків. Атоми можуть віддавати та приєднувати електрони, стаючи позитивно або негативно зарядженими іонами. Хімічні властивості елемента визначаються тим, з якою легкістю ядро може віддавати або здобувати електрони. Це залежить як від числа електронів, так і від ступеня заповненості зовнішньої оболонки.

### Електронні оболонки та орбіталі
Складні атоми мають десятки, а для дуже важких елементів, навіть сотні електронів. Згідно з принципом нерозрізнюваності частинок електронні стани атомів утворюються всіма електронами, й неможливо визначити, де перебуває кожен із них. Однак у так званому одноелектронному наближенні можна говорити про певні енергетичні стани окремих електронів.
Згідно з цими уявленнями існує певний набір орбіталей, які заповнюються електронами атома. Ці орбіталі утворюють певну електронну конфігурацію. На кожній орбіталі може знаходитися не більш як двоє електронів (принцип виключення Паулі). Орбіталі групуються в оболонки, кожна з яких може мати лише певну фіксовану кількість орбіталей (1, 4, 10 тощо). Орбіталі поділяють на внутрішні й зовнішні. В основному стані атома внутрішні оболонки повністю заповнені електронами.
На внутрішніх орбіталях електрони дуже зв'язані з ядром. Щоби вирвати електрон з внутрішньої орбіталі потрібно надати йому велику енергію, до кількох тисяч електронвольт. Таку енергію електрон на внутрішній оболонці може отримати лише поглинувши квант рентгенівського випромінювання. Енергії внутрішніх оболонок атомів індивідуальні для кожного хімічного елемента, отже за спектром рентгенівського поглинання можна ідентифікувати атом. Цю індивідуальність використовують в деяких методах рентгенівської спектроскопії, зокрема в рентгенофлуоресцентному аналізі, рентгенівській спектроскопії поглинання рентгенівській фотоелектронній спектроскопії та оже-спектроскопії.
На зовнішній оболонці електрони на більшій відстані від ядра і слабше зв'язані з ним. Саме ці електрони беруть участь у формуванні хімічних зв'язків, через це зовнішню оболонку називають валентною, а електрони зовнішньої оболонки — валентними електронами.

## Властивості

### Ядерні властивості
Основну масу атома зосереджено у ядрі, яке складається з нуклонів: протонів і нейтронів, зв'язаних між собою силами ядерної взаємодії.
Кількість протонів у ядрі атома визначає його атомний номер і те, якому елементові належить атом. Наприклад, атоми вуглецю містять 6 протонів. Всі атоми із певним атомним номером мають однакові фізичні характеристики й проявляють однакові хімічні властивості. В періодичній таблиці елементи перелічені в порядку зростання їх атомного номера.
Загальна кількість протонів та нейтронів в атомі елемента називається масовим числом і визначає його атомну масу, оскільки протон та нейтрон мають масу приблизно рівну 1 а. о. м. Нейтрони в ядрі не впливають на те, якому елементові належить атом, але хімічний елемент може мати атоми з однаковою кількістю протонів і різною кількістю нейтронів. Такі атоми мають однаковий атомний номер, але різну масу, й називаються ізотопами елементу. Наприклад, атоми водню завжди містять один протон, але існують ізотопи без нейтронів (водень-1, який іноді називають протієм — найпоширеніша форма), з одним нейтроном (дейтерій) і двома нейтронами (тритій). Відомі елементи складають безперервний натуральний ряд за числом протонів у ядрі, починаючи з атома водню з одним протоном і закінчуючи атомом Оганесона, в ядрі якого 118 протонів.
Коли пишуть назву ізотопу, після неї пишуть масове число. Наприклад, ізотоп вуглець-14 містить 6 протонів та 8 нейтронів, що в сумі становить масове число 14.
Інший поширений метод нотації полягає в тому, що атомна маса позначається верхнім індексом перед символом елементу. Наприклад, вуглець-14 позначається, як 14C.
Атомна маса елементу, наведена в періодичній таблиці, є усередненим значенням маси ізотопів, що зустрічаються у природі. Усереднення проводиться відповідно до поширеності ізотопу в природі.
Зі збільшенням атомного номера зростає додатний заряд ядра, а, отже, кулонівське відштовхування між протонами. Щоби втримати протони вкупі, необхідно дедалі більше нейтронів. Проте велика кількість нейтронів нестабільна, і ця обставина накладає обмеження на можливий заряд ядра і кількість хімічних елементів, що існують в природі. Усі ізотопи елементів періодичної системи, починаючи з номера 83 (Бісмут), радіоактивні. Хімічні елементи з великими атомними номерами мають дуже малий час життя та можуть бути створені лише при бомбардуванні ядер легших елементів іонами, й спостерігаються лише під час дослідів з використанням прискорювачів. Станом на липень 2017 року, найважчим синтезованим хімічним елементом був Оганесон.
Чимало ізотопів хімічних елементів нестабільні й розпадаються з часом. Це явище використовується радіоелементним аналізом для визначення віку об'єктів, що має велике значення для археології та палеонтології.

### Маса
Оскільки найбільший внесок в масу атома вносять протони і нейтрони, повне число цих частинок у нукліді називають масовим числом. Значення масового числа близьке до атомної маси нукліда. Масу спокою нукліда часто наводять в атомних одиницях маси (а. о. м.) або Дальтонах (Да). Ця одиниця визначається як 1/12 частина маси спокою нейтрального атома вуглецю-12, яка приблизно дорівнює 1,66×10-24 г. Водень-1 або протій — найлегший ізотоп водню, і атом з найменшою масою, має масу близько 1,007825 а. о. м.. Маса атома приблизно дорівнює добутку масового числа на атомну одиницю маси. Найважчий стабільний ізотоп — свинець-208 з масою 207,9766521 а. о. м.. Через те, що маси навіть найважчих атомів у звичайних одиницях (наприклад, в грамах) дуже малі, в хімії для вимірювання кількості речовини використовують молі. В одному молі будь-якої речовини міститься одне й те саме число атомів (приблизно 6,022×1023). Це число (число Авогадро) вибране таким чином, що якщо маса елемента дорівнює 1 а. о. м., то моль атомів цього елемента буде мати масу 1 г. Наприклад, атом вуглецю-12 має масу 12 а. о. м., тому 1 моль вуглецю має масу 12 г.

### Форма і розміри
Розмір атома є величиною, що важко піддається вимірюванню, адже центральне ядро оточує розмита електронна хмарка. Для атомів, що утворюють тверді кристали, відстань між суміжними вузлами кристалічної ґратки може слугувати наближеним значенням їхнього розміру. Для атомів, що кристалів не формують, використовують інші техніки оцінки, разом з теоретичними розрахунками. Наприклад, розмір атома водню оцінюють як 1,2×10−10 м. Це значення можна порівняти з розміром протона (що є ядром атома водню): 0,87×10−15 м і переконатися в тому, що ядро атома водню в 100 000 разів менше за сам атом. Атоми інших елементів зберігають приблизно те саме співвідношення. Причиною цього є те, що елементи із більшим позитивно зарядженим ядром притягують електрони дужче.
Ще одною характеристикою розмірів атома є радіус Ван дер Ваальса — віддаль, на яку до одного атома може наблизитися інший атом. Міжатомні віддалі в молекулах характеризуються довжиною хімічних зв'язків або ковалентним радіусом.

### Енергетичні рівні
Значення енергії, яку може мати атом, обчислюються й інтерпретуються, виходячи з положень квантової механіки. До того ж враховуються такі фактори, як електростатична взаємодія електронів з ядром та електронів між собою, спіни електронів, принцип нерозрізнюваності частинок. У квантовій механіці стан, в якому перебуває атом описується хвильовою функцією, яку можна знайти з розв'язку рівняння Шредінгера. Існує певний набір станів, кожен із яких має певне значення енергії. Стан із найменшою енергією називається основним станом. Інші стани називаються збудженими. Атом перебуває у збудженому стані скінченний час, випромінюючи рано чи пізно квант електромагнітного поля (фотон) і переходячи до основного стану. В основному стані атом може перебувати довго. Щоб збудитися, йому потрібна зовнішня енергія, яка може надійти до нього тільки із зовнішнього середовища. Атом випромінює чи поглинає світло лише певних частот, які відповідають різниці енергій його станів.
Можливі стани атома позначаються квантовими числами, такими як спін, квантове число орбітального моменту, квантове число повного моменту. Детальніше про їхню класифікацію можна прочитати в статті електронні терми атомів.

### Квантові переходи в атомі
Між різними станами атомів можливі переходи, викликані зовнішнім збуренням, найчастіше електромагнітним полем. Внаслідок квантування станів атома оптичні спектри атомів складаються з окремих ліній, якщо енергія кванта світла не перевищує енергію іонізації. При вищих частотах оптичні спектри атомів стають безперервними. Ймовірність збудження атома світлом знижується із подальшим ростом частоти, але різко зростає при певних характерних для кожного хімічного елемента частотах в рентгенівському діапазоні.
Збуджені атоми випромінюють кванти світла з тими ж частотами, на яких відбувається поглинання.
Переходи між різними станами атомів можуть викликатися також взаємодією зі швидкими зарядженими частинками.

### Хімічні властивості
Хімічні властивості атома визначаються в основному валентними електронами — електронами на зовнішній оболонці. Кількість електронів на зовнішній оболонці визначає валентність атома.
Атоми останнього стовпчика періодичної таблиці елементів мають цілком заповнену зовнішню оболонку, а для переходу електрона на наступну оболонку потрібно надати атому дуже велику енергію. Тому ці атоми інертні, не схильні вступати в хімічні реакції. Інертні гази зріджуються й кристалізуються лише за дуже низьких температур.
Атоми першого стовпчика періодичної таблиці елементів мають на зовнішній оболонці один електрон, і є хімічно активними. Їхня валентність дорівнює 1.
Характерним типом хімічного зв'язку для цих атомів у кристалізованому стані є металічний зв'язок.
Атоми другого стовпчика періодичної таблиці в основному стані мають на зовнішній оболонці 2 s-електрони. Їхня зовнішня оболонка заповнена, тому вони мали б бути інертними. Але для переходу з основного стану із конфігурацією електронної оболонки s² до стану із конфігурацією s¹p¹ потрібно дуже мало енергії, тож ці атоми мають валентність 2, проте вони проявляють меншу активність.
Атоми третього стовпчика періодичної таблиці елементів (у короткій формі) мають в основному стані електронну конфігурацію s²p¹. Вони можуть проявляти різну валентність: 1, 3, 5. Остання можливість виникає тоді, коли електронна оболонка атома доповнюється до 8 електронів і стає замкненою.
Атоми четвертого стовпчика короткої форми періодичної таблиці елементів здебільшого мають валентність 4 (наприклад, вуглекислий газ CO2), хоча можлива й валентність 2 (наприклад, чадний газ CO). До цього стовпчика належить вуглець — елемент, який утворює найрізноманітніші хімічні сполуки. Сполукам вуглецю присвячений особливий розділ хімії — органічна хімія.
Інші елементи цього стовпчика — кремній, германій за звичайних умов, є твердотілими напівпровідниками.
Елементи п'ятого стовпчика мають валентність 3 або 5.

Приклад гібридизації орбіталей — sp³ гібридизація

Елементи шостого стовпчика короткої форми періодичної таблиці в основному стані мають конфігурацію s²p⁴ і загальний спін 1. Тому вони двовалентні. Починаючи з 3 періоду, існує також можливість переходу атомів в збуджені стани s²p³d та sp³d², в яких валентність дорівнює 4 та 6 відповідно.
Елементам сьомого стовпчика короткої форми періодичної таблиці не вистачає одного електрона на зовнішній оболонці для того, щоб її заповнити. Вони здебільшого одновалентні. Проте можуть вступати в хімічні сполуки в збуджених станах, проявляючи валентності 3, 5, 7.
Для перехідних елементів характерне заповнення зовнішньої s-оболонки, перш ніж повністю заповнюється d-оболонка. Тому вони здебільшого мають валентність 1 або 2, але в деяких випадках один із d-електронів бере участь в утворенні хімічних зв'язків, і валентність стає рівною трьом. В утворенні зв'язків може взяти участь і більша кількість d-електронів. Саме елементам платинової групи притаманний найширший спектр валентностей аж до максимального значення 8. А ось лантаноїди та актиноїди проявляють здебільшого валентність 3, рідше 2, 4.
При утворенні хімічних сполук атомні орбіталі видозмінюються, деформуються і стають молекулярними орбіталями. При цьому відбувається процес гібридизації орбіталей — утворення нових орбіталей, як специфічної суми базових.

## Аналіз і методи візуалізації

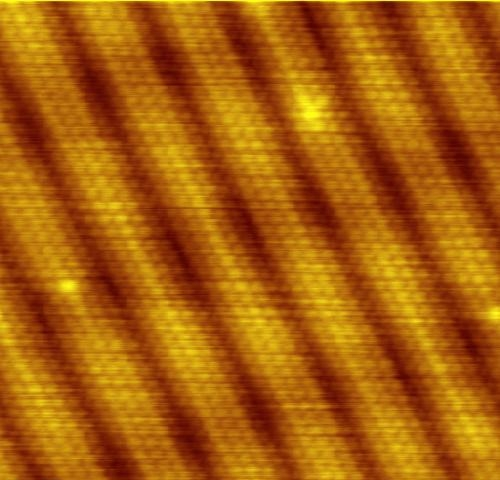
Поверхня золота, на якій можна розрізнити окремі атоми. Зображення зроблене за допомогою скануючого тунельного мікроскопа. На зображені видно окремі смужки із кількох атомів із заглибленнями між ними. Така структура зумовлена перебудовою кристалічної ґратки на поверхні.

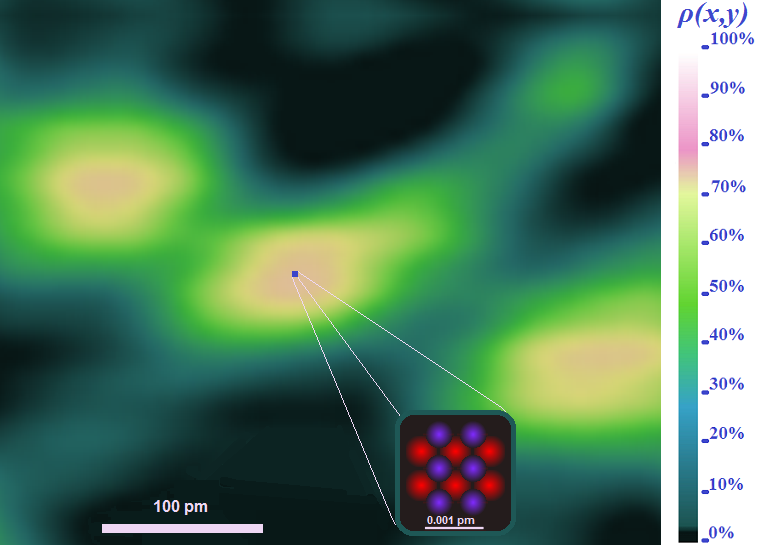
Пряме зображення атома вуглецю методом денситометрії електронної хмарки

У 2008 році фізики успішно використали електронний мікроскоп для зображення одного атома водню. Але атоми надто малі, щоб їх можна було спостерігати за допомогою оптичного мікроскопа, роздільна здатність якого не перевищує десятих часток мікрона. Роздільна здатність електронного мікроскопа загалом порівняна з розмірами атома, але все ж отримання зображення атомів у них, складне технічне завдання. Найкраще окремі атоми можна розрізнити за допомогою скануючого тунельного мікроскопа. До того-ж те зображення, яке бачить дослідник, є тільки комп'ютерною реконструкцією на моніторі. Сканувальний тунельний мікроскоп відчуває нерівності на поверхні, в тому числі нерівності атомарних розмірів, «на дотик». У ньому тонкий щуп сканує поверхню в горизонтальному напрямку, здійснюючи такі рухи у вертикальному напрямку, щоб підтримувати постійним тунельний струм. Саме ці вертикальні зміщення й записуються електронікою, яка надалі створює зображення.
В 2013 році застосування квантового мікроскопу призвело до першого прямого спостереження електронних орбіталей. І тільки через десять років, в 2023 році, вчені з Університету Огайо, Аргонської національної лабораторії та Університету Іллінойсу в Чикаго, вперше в світі, отримали перший рентгенівський знімок окремого атома та за допомогою рентгенівських променів визначили типи матеріалів у зразку. На сьогодні найменша кількість атомів, яку можна просканувати за допомогою рентгенівського випромінювання, становила близько 10 000. Це пов'язано з тим, що рентгенівський сигнал, створюваний атомом, надзвичайно слабкий. Атоми можна візуалізувати за допомогою скануючих зондових мікроскопів, але без рентгенівських променів неможливо сказати, з чого вони складаються. Саме з цієї причини дане відкриття, коли вдалося точно визначити тип конкретного атома й одночасно виміряти його хімічний стан, вважається проривом. Розуміння хімічного стану окремих атомів надасть змогу краще маніпулювати ними всередині різних матеріалів.
Іншим методом отримання зображення атома є денситометрія електронної хмарки.

## Історія
Визначення атом, як і саме слово, має давньогрецьке походження, хоча істинність гіпотези про існування атомів знайшла своє підтвердження лише у 20 столітті. Основною ідеєю, яка стояла за даним поняттям протягом всіх сторіч, було уявлення про світ як про набір величезної кількості неподільних елементів, які є дуже простими за своєю структурою й існують від початку часів.

### Натурфілософський атомізм

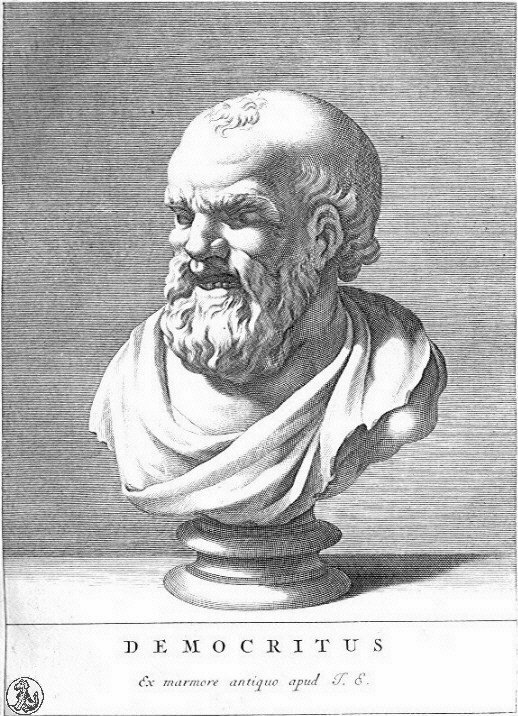
Демокріт

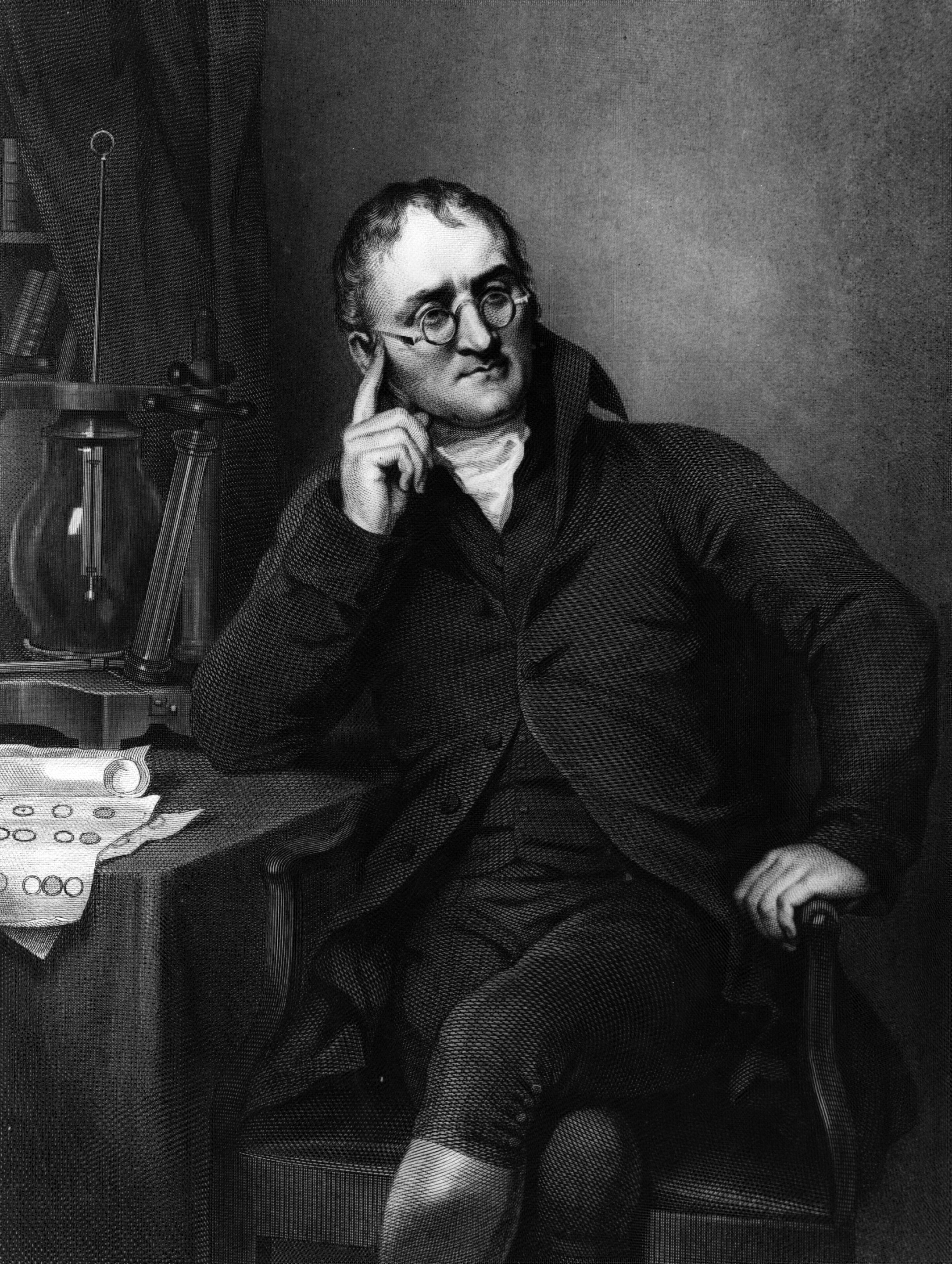
Дальтон

Концепція атома як найменшої неподільної частинки матерії вперше була запропонована на початку I тисячоліття до н. е. фінікійським вченим Мохом. Його погляди в 5 столітті до нашої ери розвинув грецький філософ Левкіпп. Потім естафету підхопив учень Левкіппа Демокріт — який, власне, і запровадив в науковий обіг термін «атом». Збереглися лише окремі уривки їх робіт, з яких стає зрозумілим, що вони виходили з невеликої кількості досить абстрактних фізичних гіпотез:
«Солодкість і гіркота, спека і холод смисл визначення, насправді ж [тільки] атоми і порожнеча».
За Демокрітом, вся природа складається з атомів, найдрібніших часток речовини, які спочивають чи рухаються в абсолютно порожньому просторі. Всі атоми мають просту форму, а атоми одного сорту є тотожними; різноманіття природи відбиває строкатість форм атомів і різноманіття способів, в які атоми можуть зчіплюватись між собою. І Демокріт, і Левкіпп вважали, що атоми, почавши рухатись, продовжують рухатись за законами природи.
Найбільш важким для давніх греків було питання про фізичну реальність основних тверджень атомізму. В якому розумінні можна було говорити про реальність пустоти, якщо вона, не маючи матерії, не може мати ніяких фізичних властивостей? Ідеї Левкіппа та Демокріта не могли служити задовільною основою теорії речовини у фізичному плані, оскільки не пояснювали, ні з чого складаються атоми, ні чому атоми неподільні.
Через покоління після Демокріта, Платон запропонував своє рішення цієї проблеми: «найдрібніші частки належать не царству матерії, а царству геометрії; вони являють собою різні тілесні геометричні фігури, обмежені плоскими трикутниками».
Через тисячу років абстрактні міркування давніх греків проникли в Індію і були сприйняті деякими школами індійської філософії. Але тоді як західна філософія вважала, що атомістична теорія повинна стати конкретною і об'єктивною основою теорії матеріального світу, індійська філософія завжди сприймала матеріальний світ як ілюзію. Коли атомізм з'явився в Індії, то він прийняв форму теорії, за якою реальність у світі має процес, а не субстанція, і що ми присутні у світі як ланки процесу, а не як згустки речовини.
Тобто і Платон, і індійські філософи вважали приблизно так: якщо природа складається з дрібних, але скінченних за розмірами, часток, то чому їх не можна розділити, хоча б уявно, на ще дрібніші часточки, які б стали предметом подальшого розгляду
Римський поет Лукрецій (96–55 роки до н. е.) був одним з небагатьох римлян, які проявляли інтерес до чистої науки. У власній поемі «Про природу речей» (лат. «De rerum natura») він докладно вибудував факти, які свідчать на користь атомістичної теорії. Наприклад, вітер, який дме з великою силою, хоча ніхто не може його бачити, напевне складається з часток, які замалі щоб їх розгледіти. Ми можемо відчувати речі на відстані за запахом, звуком і теплом, які поширюються, залишаючись невидимими. Лукрецій пов'язує властивості речей з властивостями їхніх складових, тобто атомів: атоми рідини малі й мають округлу форму, тому рідина тече так легко і просочується крізь пористу речовину, тоді як атоми твердих речовин мають гачки, якими вони зчеплені між собою. Так само й різноманітні смакові відчуття та звуки різної гучності складаються з атомів відповідних форм — від простих і гармонійних до звивистих та нерегулярних. Вчення Лукреція були засуджені церквою, оскільки він дав досить матеріалістичну їхню інтерпретацію: наприклад, уявлення про те, що Бог, запустивши один раз атомний механізм, більш не втручається в його роботу, чи те, що душа помирає разом з тілом.

### Початки наукової теорії атома
Одна з перших теорій про будову атома, яка має вже сучасні обриси, була описана Галілео Галілеєм. За його теорією речовина складається з часток, які не перебувають у стані спокою, а рухаються на всі боки, а тепло є нічим іншим, як рухом часток. Структура часток є складною, і якщо позбавити будь-яку частку її матеріальної оболонки, то зсередини бризне світло. Галілей був першим, хто, хоча й у фантастичній формі, представив будову атома.
У 19 столітті Джон Дальтон відкрив закон кратних відношень і, виходячи з нього, розвинув теорію, названу ним «новою системою хімічної філософії», за якою хімічні речовини складаються з атомів, але він припускав, що вони неподільні. Новий поштовх у становленні сучасного розуміння атома дала молекулярно-кінетична теорія.
1897 року Джозеф Джон Томсон, вивчаючи катодні промені, відкрив електрон і прийшов до висновку, що вони є у кожному атомі. Таким чином, було спростоване припущення, що атоми є неподільними складовими речовини. Він створив першу модель будови атома, яка отримала назву моделі сливового пудингу, де негативно заряджені електрони, що плавають в однорідній позитивно зарядженій сфері. Ця модель була замінена в 1909 році. Ганс Гейгер, Ернест Резерфорд і Ернест Марсден після дослідів із бомбардування золотої фольги альфа-частинками виявили, що невелика частина альфа-частинок відбиваються назад, що йде всупереч із прогнозами моделі Томсона. На підставі цих результатів, Резерфорд створив нову модель атома, котра отримала назву планетарної. У цій моделі, додатний заряд і основну масу атома зосереджено в невеликому ядрі в центрі, а негативно заряджені електрони обертаються навколо ядра.
Нільс Бор побудував першу квантову теорію атома водню, яка отримала назву моделі Бора. Модель Бора зуміла пояснити оптичні спектри атомів. Подальше її вдосконалення призвело до розвитку квантової механіки. Значний внесок у становлення наукової атомістики зробив Жан Батист Перрен, експериментально підтвердивши теорію броунівського руху Альберта Ейнштейна. Експерименти Генрі Мозлі і встановлений ним закон Мозлі дозволили пов'язати атомний номер хімічного елемента з електричним зарядом ядра. 1913 року, досліджуючи іони Неону в канальних променях, Джозеф Джон Томсон вперше відкрив ізотопи.